# Rina Monti
Cesarina Monti, più nota come Rina Monti e, talvolta, come Rina Monti Stella (Arcisate, 16 agosto 1871 – Pavia, 25 gennaio 1937), è stata una scienziata italiana.
Biologa, fisiologa, limnologa e zoologa, nel 1907 è stata la prima donna ad ottenere una cattedra universitaria nel Regno d'Italia.

## Biografia

### Formazione e carriera
Nipote del pediatra Alois Monti e sorella minore di Achille Monti, si laureò in Scienze naturali presso l'Università degli Studi di Pavia nel 1892, dove rimase per un decennio, per svolgervi attività di ricerca, prima afferendo alla cattedra di mineralogia retta da Francesco Sansoni, poi come assistente di Leopoldo Maggi direttore del gabinetto di anatomia comparata, che sostituì per tre anni. Nel frattempo aveva ottenuto l'abilitazione alla libera docenza in anatomia e fisiologia comparata (1899).
Nel 1905 ha insegnato, su incarico, zoologia e anatomia comparata all'ateneo di Siena, ottenendo due anni più tardi, a seguito di un concorso, la pari cattedra presso l'Università degli Studi di Sassari. In tal modo, l'ormai trentaseienne Rina Monti configurava, nella storia del Regno d'Italia, il primo caso di donna ad ottenere una cattedra universitaria. Nel 1910 conseguì, presso il medesimo ateneo, la nomina a professore ordinario.
Nel 1915 è tornata a Pavia, per occupare la cattedra di zoologia e, in seguito, quella di anatomia comparata. Ha retto questi insegnamenti sino al 1924, allorché è stata chiamata ad occuparsi della sezione naturalistica dell'Università di Milano, dove ha coperto la cattedra di anatomia e fisiologia comparata (Facoltà di scienze), svolgendo anche i corsi di biologia generale e di zoologia (Facoltà di medicina).
Nonostante l'intensa attività di ricerca e i frequenti spostamenti universitari, Rina Monti ha potuto curare anche la vita privata ed avere quindi una famiglia: dal matrimonio con Augusto Stella, geologo e docente di scienze minerarie, ha avuto, infatti, due figlie.

### Attività scientifica
A Pavia, ai prodromi della sua carriera, si è segnalata nel campo zoo-neuroistologico, con alcune ricerche sul sistema nervoso degli insetti. Successivamente si è rivolta, con sempre maggior sistematicità, al settore dell'idrobiologia, all'epoca poco frequentato e compreso in Italia. In particolare, ha studiato, nell'ottica comparata (mineralogica, zoologica, anatomica, microbiologica) che le consentiva la sua formazione, la vita dei laghi.
Infatti, cimentandosi anche con impegnative escursioni alpinistiche ad alta quota, si è misurata con la limnologia dei laghi alpini, come dei laghi insubrici, studiandoli attraverso l'associazione fra la ricerca sul campo e le complesse analisi di laboratorio. In tal senso, durante la sua carriera, particolare attenzione ha prestato ai laghi della Val d'Aosta e della Val d'Ossola prima, del Trentino poi. Ha, peraltro, documentato la distruzione del plancton nel Lago d'Orta derivante dall'inquinamento industriale, ponendo l'accento sulla necessità del rispetto dell'equilibrio ecologico. Grazie alla sua attività, la limnologia ha potuto svilupparsi e fare assegnamento, dal 1938, di una specifica istituzione, l'Istituto di idrobiologia, fondato a Pallanza.
Autrice di un centinaio di pubblicazioni scientifiche, è stata socia corrispondente di due fra le più prestigiose società internazionali di anatomia, quali l'Association des Anatomistes e l'Anatomische Gesellschaft. A Rina Monti è dedicato il Lago Monti, un lago perennemente ghiacciato nella baia Terra Nova, scoperto in Antartide nel 1988, durante una spedizione scientifica italiana
Nel 2013 Pavia ha voluto renderle omaggio con l'assegnazione di Via "Rina Monti Stella", nella zona nord-occidentale della città.
Nel 2015 l'Istituto Comprensivo di Verbania-Pallanza è stato intitolato a “Rina Monti Stella”.

## Opere principali